# Oliver Schruoffeneger

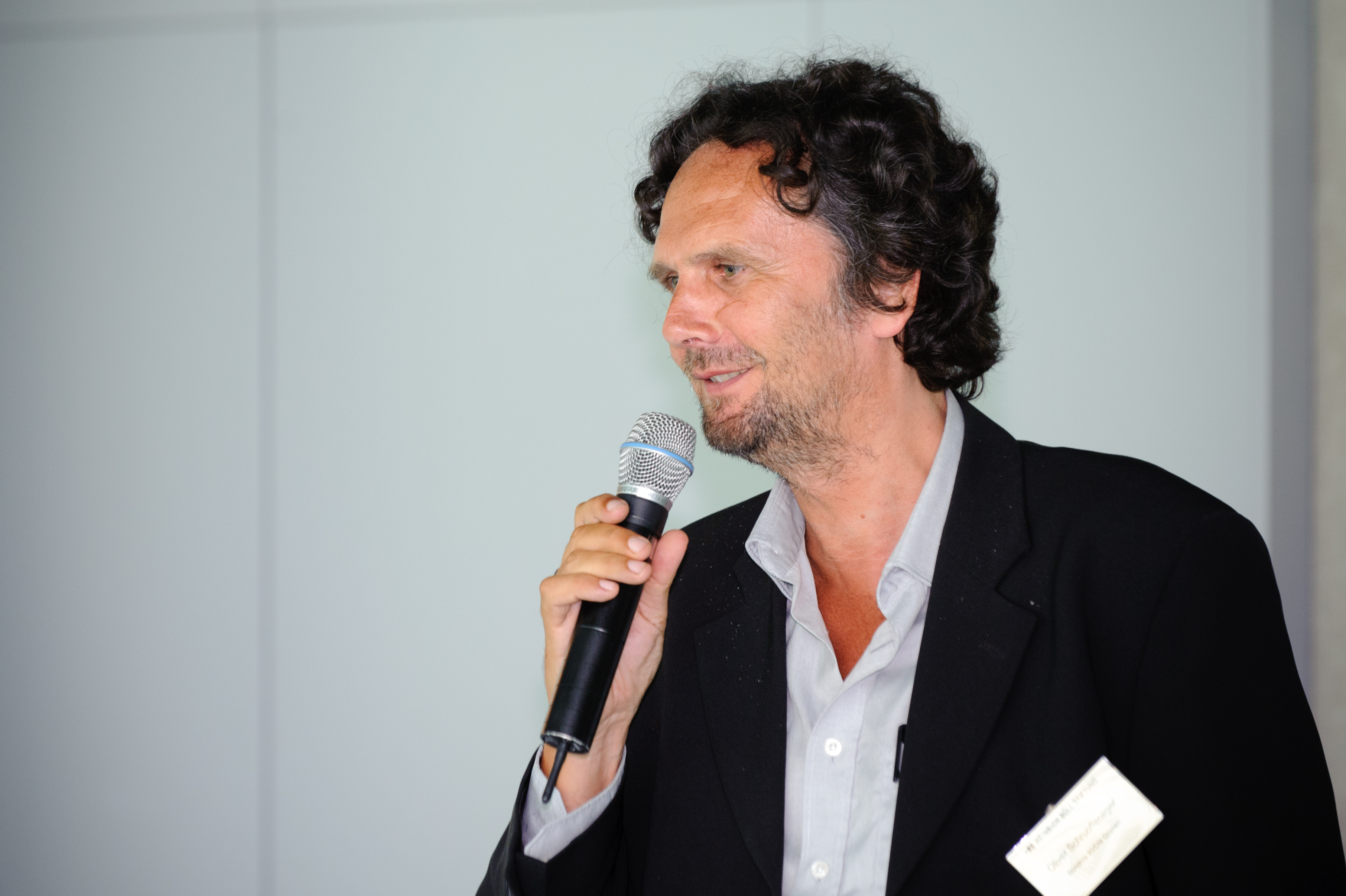
Oliver Schruoffeneger, 2011

Oliver Schruoffeneger (* 30. Mai 1962 in West-Berlin) ist ein deutscher Politologe und Politiker der Partei Bündnis 90/Die Grünen Berlin. 

## Leben
Oliver Schruoffeneger studierte nach dem Abitur Politologie an der Freien Universität Berlin und schloss 1993 ab.
Er war von 1985 bis 2001 Bezirksverordneter im Bezirk Reinickendorf und von 1994 bis 2001 als wissenschaftlicher Mitarbeiter der Fraktion von Bündnis 90/Die Grünen im Berliner Abgeordnetenhaus tätig.
Von 2001 bis 2011 war er Abgeordneter im Berliner Landesparlament. Vom 14. November 2013, als er für den ausgeschiedenen Özcan Mutlu nachrückte, bis zu seiner Mandatsniederlegung am 12. Mai 2016 war er erneut Mitglied des Abgeordnetenhauses.
Im Mai 2016 wurde er zum Bezirksstadtrat für Jugend, Familie, Schule, Sport und Umwelt im Bezirk Charlottenburg-Wilmersdorf gewählt. Von November 2016 bis Dezember 2021 war er in Charlottenburg-Wilmersdorf Stadtrat für Stadtentwicklung, Bauen und Umwelt. Seit Dezember 2021 ist er Stadtrat für Ordnung, Umwelt, Straßen und Grünflächen.

## Schriften (Auswahl)
- mit Manfred Günther und Christian Pulz: Das Berliner Ausführungsgesetz zum KJHG. Berlin 1994